# 卡耶姆库拉姆

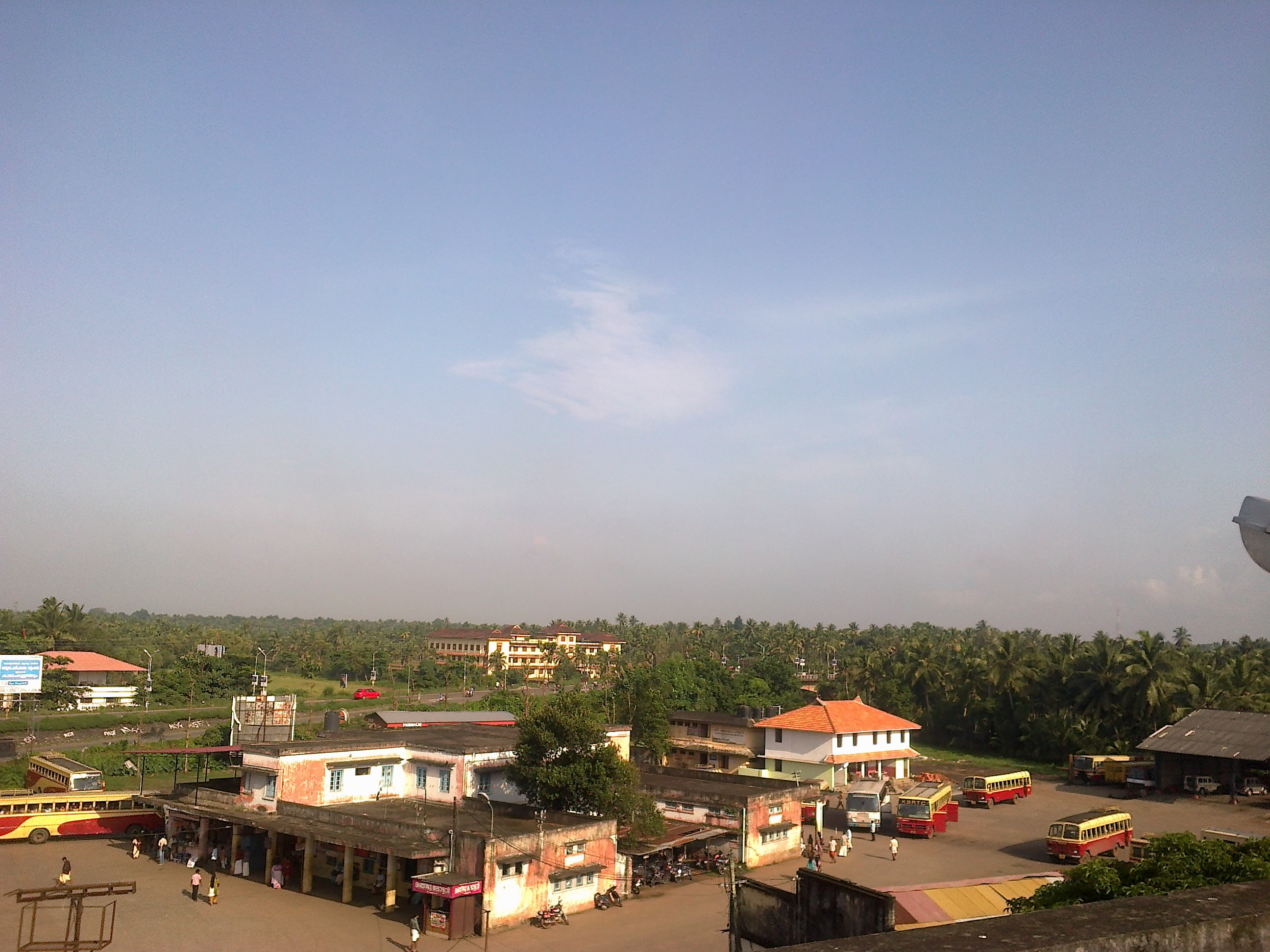
Kayamkulam Bus Stand

卡耶姆库拉姆（Kayamkulam），是印度喀拉拉邦Alappuzha县的一个城镇。总人口65299（2001年）。

## 人口
该地2001年总人口65299人，其中男性31701人，女性33598人；0—6岁人口7135人，其中男3425人，女3710人；识字率81.68%，其中男性为84.49%，女性为79.02%。